# Inez Leander
Inez Katarina Leander, född 31 augusti 1878 i Ottarps församling, död 16 december 1969, var en svensk målare, grafiker och författare.
Leander studerade vid Konstakademien samt i München och Paris. 
Leander målade genretavlor, interiörer från Lunds domkyrka, lyriskt betonade landskap, stilleben och ett porträtt av Martin Kock. 
Hon är representerad vid Nationalmuseum, Moderna museet, Lunds universitet, Tomelilla museum, Institut Tessin och Foyer International i Paris.